# Мирнополье (Белгород-Днестровский район)
Мирнополье (укр. Мирнопілля; до 1945 г. — Фриденсфельд, нем. Friedensfeld) — село, относится к Белгород-Днестровскому району Одесской области Украины.
Население по переписи 2001 года составляло 442 человека. Почтовый индекс — 68223. Телефонный код — 4848. Занимает площадь 0,82 км². Код КОАТУУ — 5124582401.

## История
В 1945 г. Указом ПВС УССР село Фриденсфельд переименовано в Мирнополье.

## Местный совет
68223, Одесская обл., Белгород-Днестровский р-н, с. Мирнополье, ул. Ленина, 38.